# René Van de Ghinste
René Louis Hubert Pierre Van de Ghinste (Diest, 1 juli 1885 - Brussel, 6 december 1963) was een Belgisch luitenant-kolonel en commissaris-generaal in Belgisch-Congo.

## Levensloop
René Van de Ghinste was de enige zoon van Désiré Van de Ghinste (1842-1900) en van Désirée Galasse. In 1901 werd hij vrijwilliger bij een regiment karabiniers en werd in 1911 onderluitenant in het Tweede Linieregiment. Na een vier maanden lange reis, via Boma, Stanleystad, Kasongo, Kabambare, Baraka en Uvira nam hij bezit van zijn post in Rutshuru, ten noorden van het Kivumeer.
Hij wordt herinnerd als de echte stichter van de stad Bukavu op het Kivumeer. In 1913 werd het district Stanleystad verheven tot vice-gouvernoraat-generaal, waarvan het district Kivu deel uitmaakte. Onderluitenant Van de Ghinste werd als eerste tot districtshoofd benoemd.
Tijdens de Eerste Wereldoorlog nam hij deel aan de gevechten van de Force Publique in Oost-Afrika. Hij werd adjunct bij de commandant die er de Belgische troepen aanvoerde. Hij werd onder meer belast met de administratie van het gebied Tabora.
Na de oorlog, bevorderd tot kapitein, hernam hij zijn functie in de Kivuprovincie.
In 1926 werd Bukavu, door zijn toedoen, hoofdplaats van het Kivudistrict en hij werd er commissaris. Hij zette zich in voor het bouwen van een wegennet tussen het Tanganyikameer en het Kivumeer en was de eerste om er een autorit op te doen. Ten noorden van het meer, tussen Goma en Rutshuru, deed hij werken uitvoeren die de sanering en de waardering van dit gebied inhielden.
Hij richtte het 'nationaal Comité voor Kivu' op, alsook de Compagnie van de Grote Meren en de Nationale Parken ten noorden van het Kivumeer.
In 1928 werd hij tot commissaris-generaal benoemd met hoofdzetel in Stanleystad (Kisangani), een functie die hij uitoefende tot in 1932. Hij keerde vervolgens naar België terug en ging in Schaarbeek wonen. Hij werd onder meer lid van de Société nationale de géologie.
In het Belgisch leger trad hij toe tot de reserve met de graad van luitenant-kolonel, nadat hij had deelgenomen in 1940 aan de Achttiendaagse Veldtocht.
Na de Tweede Wereldoorlog was hij een van de initiatiefnemers bij de oprichting van de kortstondige politieke partij Union Démocratique Belge.
Hij was getrouwd met Germaine Ots en ze hadden twee dochters.

## Eerbetoon
- Commandeur in de Kroonorde.
- Officier in de Leopoldsorde.
- Oorlogskruis met palm.
- Herinneringsmedaille voor de campagne in Afrika.
- Vuurkruiser.
- Herinneringsmedaille van de Nationale Onafhankelijkheid.
- Militaire bronzen medaille in de Orde van Oranje Nassau.